# Dogondoutchi
Dogondoutchi, kurz Doutchi, ist eine Stadtgemeinde und der Hauptort des gleichnamigen Departements Dogondoutchi in Niger.

## Geographie

### Lage, Gliederung und Stadtbild

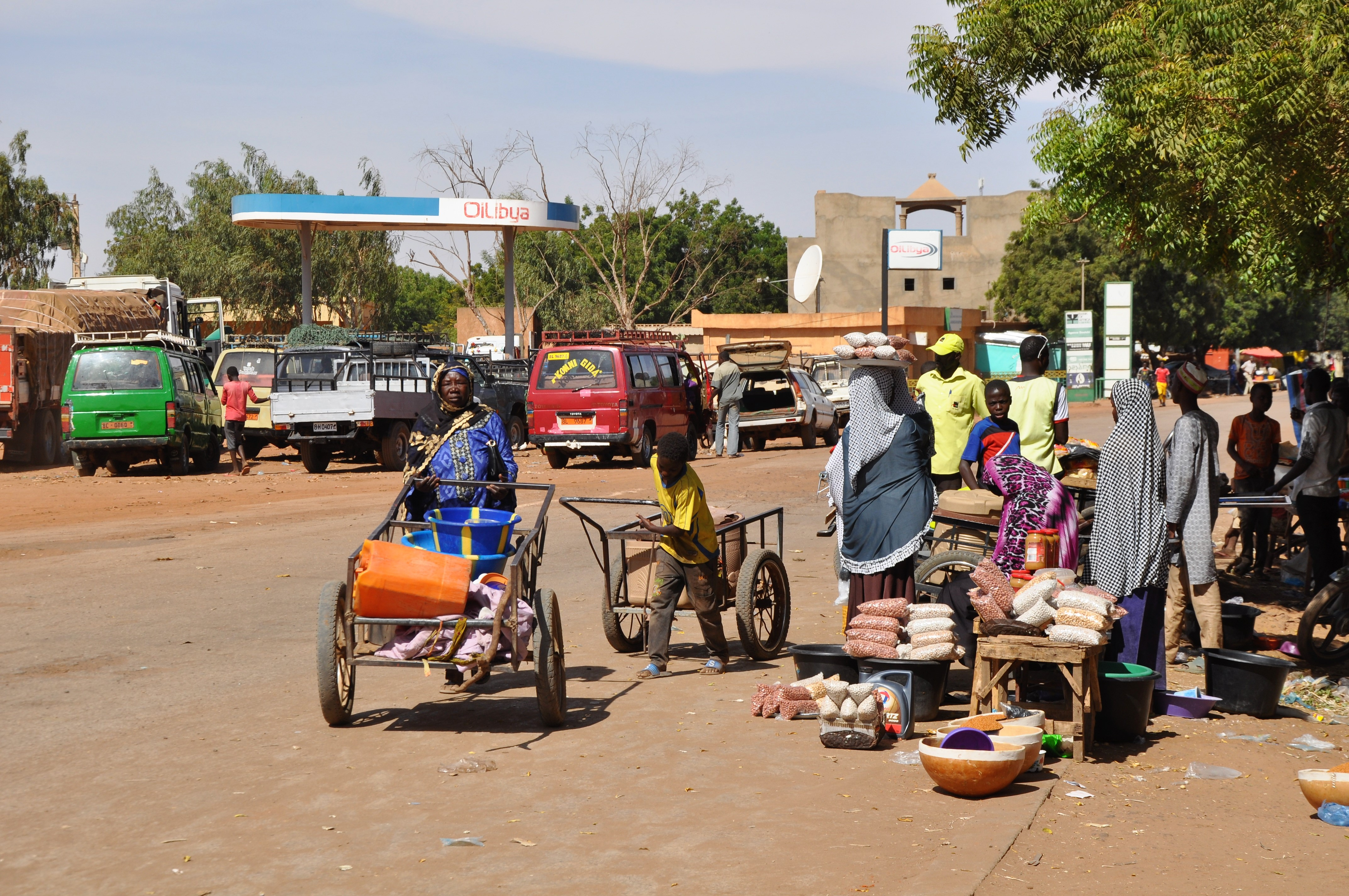
Straßenszene in Dogondoutchi (2018)

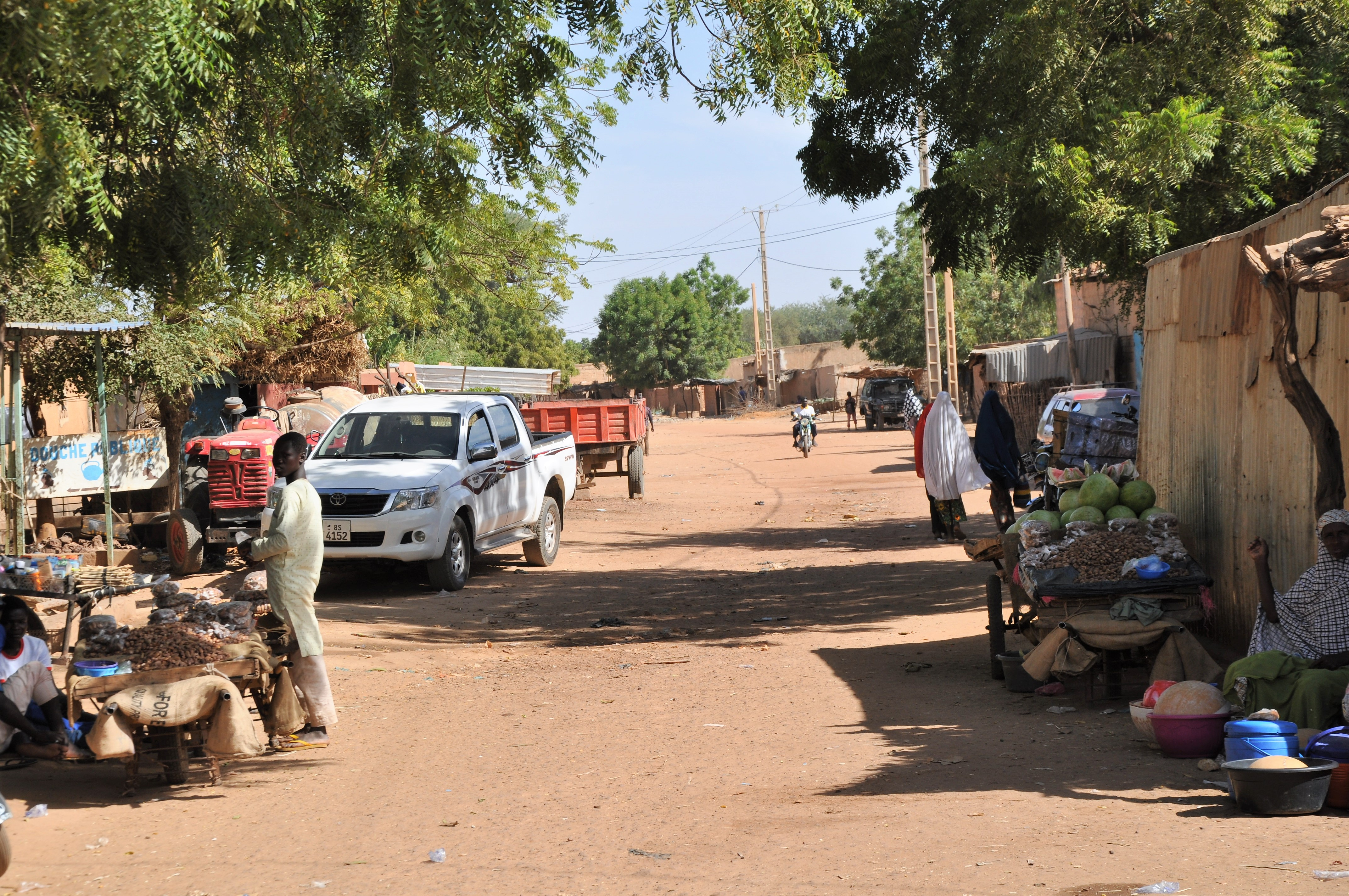
Straßenszene in Dogondoutchi (2018)

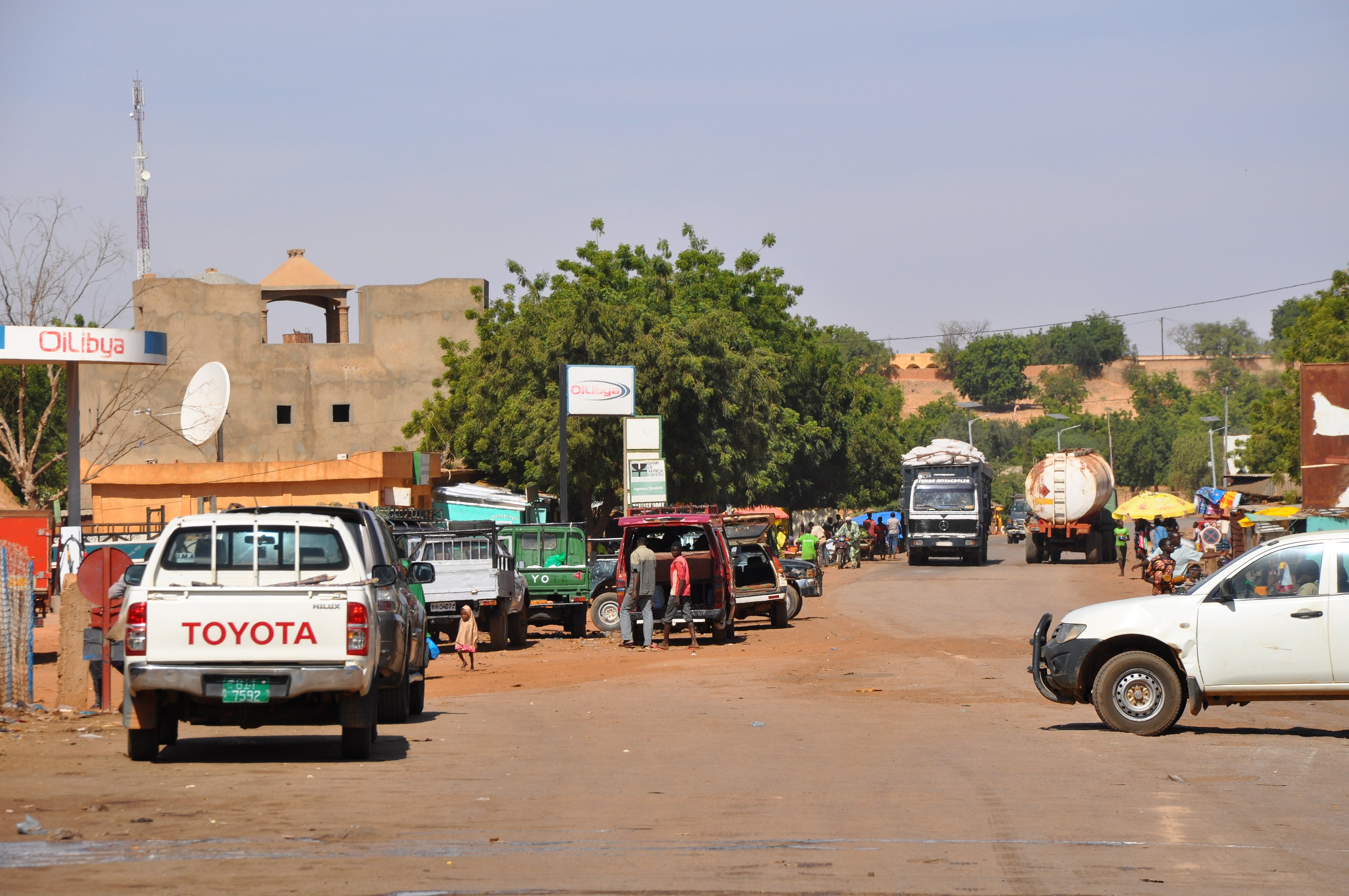
Straßenszene in Dogondoutchi (2018)

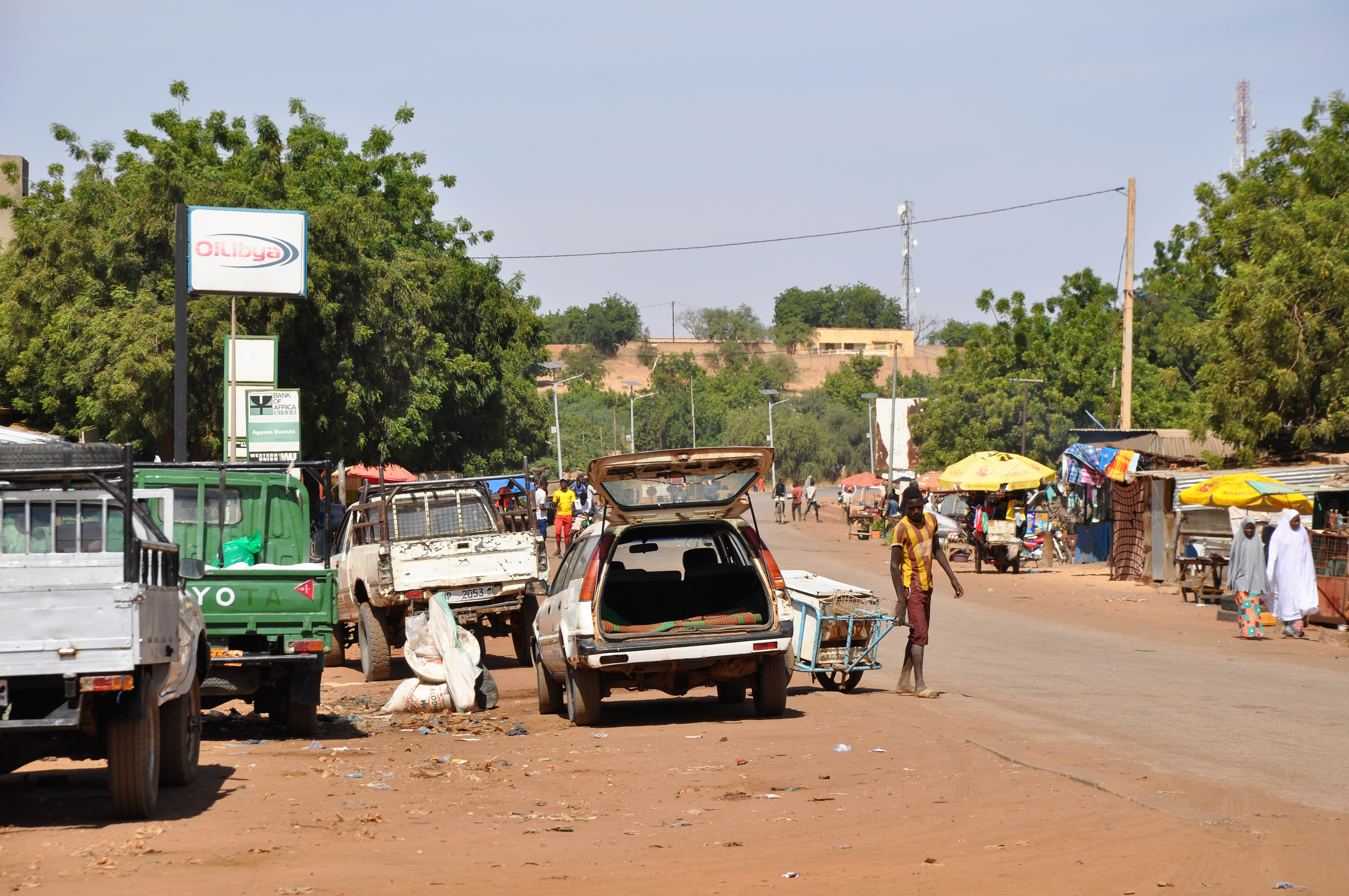
Straßenszene in Dogondoutchi (2018)

Dogondoutchi befindet sich in der Sahelzone nahe der Staatsgrenze zu Nigeria. Die Nachbargemeinden Dogondoutchis sind Soucoucoutane im Norden, Matankari im Nordosten, Dan-Kassari im Osten, Kiéché im Südosten, Koré Maïroua im Süden, Tombokoirey II im Südwesten und Falwel im Westen.
Die Gemeinde Dogondoutchi besteht aus einem urbanen und einem ländlichen Gemeindegebiet. Das urbane Gemeindegebiet ist in 15 Stadtviertel gegliedert. Diese heißen Agadez Oubandawaki, Arawa Doutchi, Bagdad, Bozarawa, Damago, Danni Konna, Guijia Allagé, Guijia Mayaki, Konawa Dan Kassoua, Koulki, Maïzari, Quartier Administratif, Sarkin Noma, Tantchia und Wadata. Bei den Siedlungen im ländlichen Gemeindegebiet handelt es sich um 18 Dörfer und 49 Weiler.
Das Stadtbild des urbanen Gemeindegebiets ist von einem 260 m hohen Tafelberg im Nordosten geprägt, der ebenfalls den Namen Dogondoutchi trägt. Dogondoutchi bedeutet „oberer Felsen“. Das Straßennetz ist zum Teil ringförmig um das Stadtzentrum angelegt. Durch den Osten des Gemeindegebiets verläuft in Nord-Süd-Richtung das große, periodisch wasserführende Trockental Dallol Maouri. Im Westen hat das Trockental Dallol Foga seinen Ursprung. In der Nähe des Stadtzentrum erstreckt sich ein großer Teich, die Mare de Tapkin Sao.

### Klima
In Dogondoutchi herrscht trockenes Wüstenklima vor. Die klimatologische Messstation im Stadtzentrum liegt auf 230 m Höhe und wurde 1923 in Betrieb genommen.
|                        | Jan  | Feb  | Mär  | Apr  | Mai  | Jun  | Jul  | Aug  | Sep  | Okt  | Nov  | Dez  |   |      |
| Mittl. Temperatur (°C) | 23,8 | 26,8 | 30,3 | 33,1 | 33,7 | 32,1 | 29,4 | 27,4 | 29,0 | 30,1 | 27,6 | 24,5 | ⌀ | 29   |
| Mittl. Tagesmax. (°C)  | 31,8 | 35,1 | 38,7 | 40,7 | 40,1 | 37,9 | 34,3 | 31,7 | 34,1 | 36,9 | 35,8 | 32,5 | ⌀ | 35,8 |
| Mittl. Tagesmin. (°C)  | 16,4 | 18,9 | 21,7 | 24,8 | 27,3 | 26,8 | 25,0 | 23,8 | 24,4 | 23,3 | 19,8 | 17,3 | ⌀ | 22,5 |
|                        |      |      |      |      |      |      |      |      |      |      |      |      |   |      |
| Niederschlag (mm)      | 0    | 0    | 0    | 2    | 11   | 20   | 61   | 122  | 40   | 8    | 0    | 0    | Σ | 264  |
|                        |      |      |      |      |      |      |      |      |      |      |      |      |   |      |
| Sonnenstunden (h/d)    | 10,3 | 10,5 | 10,8 | 11,2 | 11,5 | 11,4 | 10,2 | 8,4  | 10,0 | 10,5 | 10,3 | 10,2 | ⌀ | 10,4 |
|                        |      |      |      |      |      |      |      |      |      |      |      |      |   |      |
| Regentage (d)          | 0    | 0    | 0    | 0    | 2    | 3    | 7    | 10   | 4    | 1    | 0    | 0    | Σ | 27   |
|                        |      |      |      |      |      |      |      |      |      |      |      |      |   |      |
| Luftfeuchtigkeit (%)   | 14   | 11   | 10   | 17   | 33   | 47   | 61   | 73   | 64   | 39   | 20   | 17   | ⌀ | 34   |

| 16,4 |

| 18,9 |

| 21,7 |

| 24,8 |

| 27,3 |

| 26,8 |

| 25,0 |

| 23,8 |

| 24,4 |

| 23,3 |

| 19,8 |

| 17,3 |

| 16,4 |

| 18,9 |

| 21,7 |

| 24,8 |

| 27,3 |

| 26,8 |

| 25,0 |

| 23,8 |

| 24,4 |

| 23,3 |

| 19,8 |

| 17,3 |

| N i e d e r s c h l a g | 0   | 0   | 0   | 2   | 11  | 20  | 61  | 122 | 40  | 8   | 0   | 0   |
|                         | Jan | Feb | Mär | Apr | Mai | Jun | Jul | Aug | Sep | Okt | Nov | Dez |

### Fauna
In der Gemeinde, vor allem an der Mare de Tapkin Sao, wurden folgende Vogelarten beobachtet:
- Schikrasperber (Accipiter badius)
- Flussuferläufer (Actitis hypoleucos)
- Blaustirn-Blatthühnchen (Actophilornis africanus)
- Nilgans (Alopochen aegyptiacus)
- Graureiher (Ardea cinerea)
- Schwarzhalsreiher (Ardea melanocephala)
- Purpurreiher (Ardea purpurea)
- Kuhreiher (Bubulcus ibis)
- Heuschreckenbussard (Butastur rufipennis)
- Zwergstrandläufer (Calidris minuta)
- Kampfläufer (Calidris pugnax)
- Graufischer (Ceryle rudis)
- Flussregenpfeifer (Charadrius dubius)
- Weißstorch (Ciconia ciconia)
- Steppenweihe (Circus macrourus)
- Wiesenweihe (Circus pygargus)
- Guineataube (Columba guinea)
- Senegalracke (Coracias abyssinicus)
- Palmensegler (Cypsiurus parvus)
- Witwenpfeifgans (Dendrocygna viduata)
- Seidenreiher (Egretta garzetta)
- Rothalsfalke (Falco chicquera)
- Blässhuhn (Fulica atra)
- Teichralle (Gallinula chloropus)
- Senegalliest (Halcyon senegalensis)
- Zwergadler (Hieraaetus pennatus)
- Stelzenläufer (Himantopus himantopus)
- Langschwanz-Glanzstar (Lamprotornis caudatus)
- Uferschnepfe (Limosa limosa)
- Gabarhabicht (Micronisus gabar)
- Schwarzmilan (Milvus m. migrans/parasitus/aegyptius)
- Bachstelze (Motacilla alba)[3]
- Schafstelze (Motacilla flava)[5]
- Nimmersatt (Mycteria ibis)
- Rußschmätzer (Myrmecocichla aethiops)
- Fitis (Phylloscopus trochilus)
- Sichler (Plegadis falcinellus)
- Piapia (Ptilostomus afer)
- Glanzente (Sarkidiornis melanotos)
- Knäkente (Spatula querquedula)[3]
- Röteltaube (Streptopelia vinacea)
- Senegaltschagra (Tchagra senegalus)[5]
- Pharaonenibis (Threskiornis aethiopicus)
- Dunkelwasserläufer (Tringa erythropus)
- Bruchwasserläufer (Tringa glareola)
- Grünschenkel (Tringa nebularia)
- Waldwasserläufer (Tringa ochropus)
- Spornkiebitz (Vanellus spinosus)[3]

Es wurden die Schlangenarten Weißbauch-Sandrasselotter (Echis leucogaster) und Rhamphiophis oxyrhynchus gesichtet.

## Geschichte
Das Gebiet um Dogondoutchi war zunächst von der Hausa-Untergruppe Arawa und der Zarma-Untergruppe Goubawa besiedelt. Dogondoutchi wurde vermutlich Ende des 18. Jahrhunderts als Dorf der Konnawa gegründet, einer weiteren Hausa-Untergruppe.

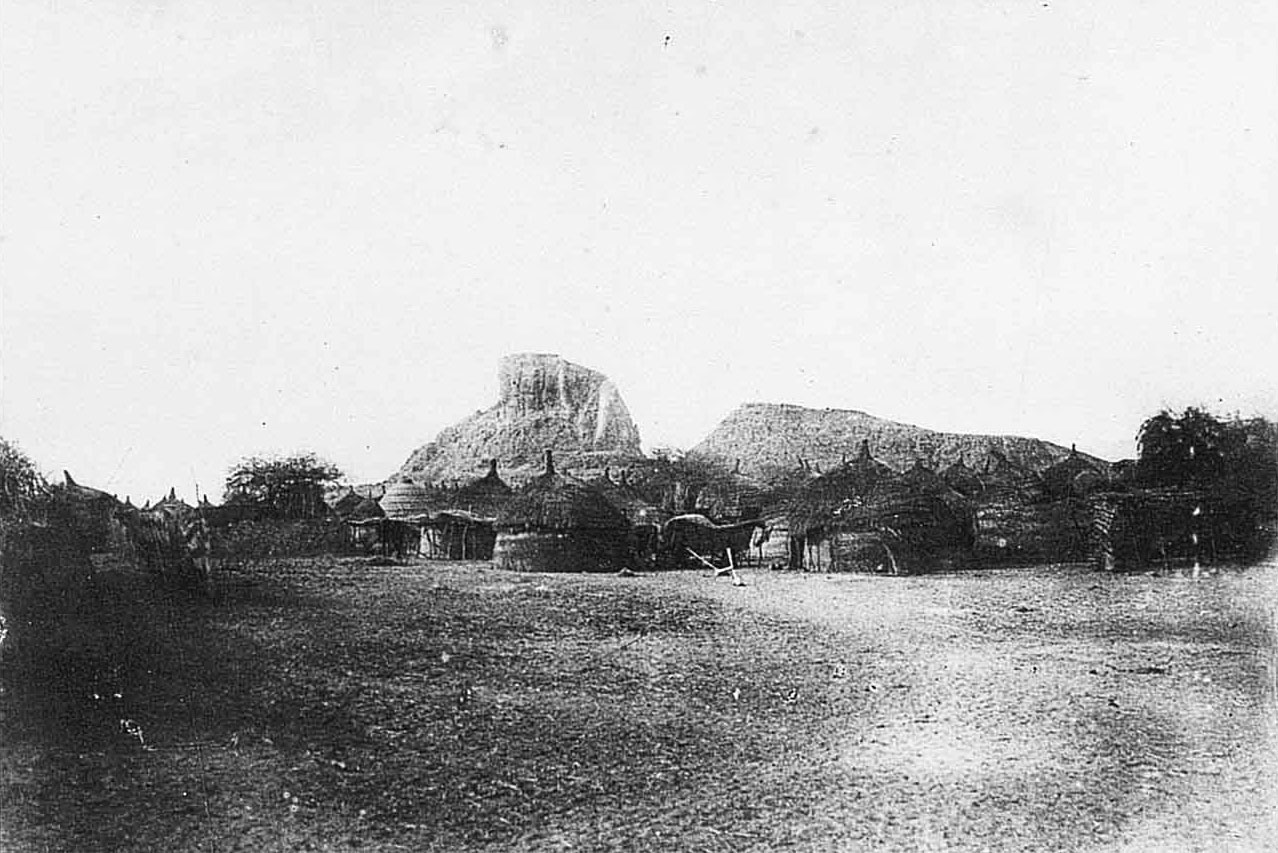
Das Dorf Dogondoutchi auf einer 1909 veröffentlichten Fotografie

Im Zuge der Besetzung Französisch-Westafrikas drangen die Offiziere Paul Voulet und Julien Chanoine 1899 als erste Franzosen in das zwischen Frankreich und Großbritannien strittige Gebiet vor. Im Jahr 1906 wurde in Dogondoutchi ein britischer Militärposten errichtet, der bald von den Franzosen übernommen wurde. Diese verlegten den Sitz der regionalen Kolonialverwaltung vom Ort Matankari nach Dogondoutchi. Auch der Sarkin, das traditionelle Oberhaupt der Arawa, verlagerte seinen Amtssitz daraufhin von Matankari nach Dogondoutchi, wo er sich bis heute befindet. In den 1920er Jahren galt die durch Dogondoutchi führende und 1375 Kilometer lange Piste von Niamey nach N’Guigmi als einer der Hauptverkehrswege in der damaligen Kolonie. Sie war in der Trockenzeit bis Guidimouni und wieder ab Maïné-Soroa von Automobilen befahrbar. Gleichfalls bedeutend waren zwei von Dogondoutchi nach Niamey führende Pisten für Reiter – eine 224 Kilometer lange über Dantchandou und eine 364 Kilometer lange über Filingué – sowie eine 240 Kilometer lange und in der Trockenzeit automobiltaugliche Piste von Dogondoutchi nach Gaya. Das französische Übersee-Forschungsinstitut Office de la Recherche Scientifique et Technique Outre-Mer (ORSTOM) betrieb in Dogondoutchi eine geomagnetische Station, die zu einem Netzwerk von mehreren hundert ORSTOM-Stationen in Westafrika gehörte, an denen in den 1950er Jahren geomagnetische Messungen vorgenommen wurden.
Bis 1972 hatten in Niger nur die Großstädte Niamey, Maradi, Tahoua und Zinder den Status einer eigenständigen Gemeinde. In diesem Jahr wurde Dogondoutchi zeitgleich mit sechs weiteren nigrischen Orten zur Gemeinde erhoben. Im Dürrejahr 1973 nahm die Stadt Fulbe-Viehzüchter unter anderem aus Badak auf. Im Dürrejahr 1984 kamen Viehzüchter aus Siedlungen wie Abala, Badak, Chimbarkawane, Sanam, Talcho und Weila sowie aus der Landschaft Azawagh nach Dogondoutchi. Bei Überschwemmungen im Jahr 2008 erlitten über 5600 Personen materiellen Schaden. Von der Flutkatastrophe in West- und Zentralafrika 2010 war Dogondoutchi weniger als andere Orte in Niger betroffen, 240 Einwohner wurden als Katastrophenopfer eingestuft. Im Jahr 2013 stürzten bei Überschwemmungen 540 Häuser im Stadtzentrum ein. Geringere Schäden verursachten weitere Überschwemmungen in den Jahren 2015 und 2018.

## Bevölkerung

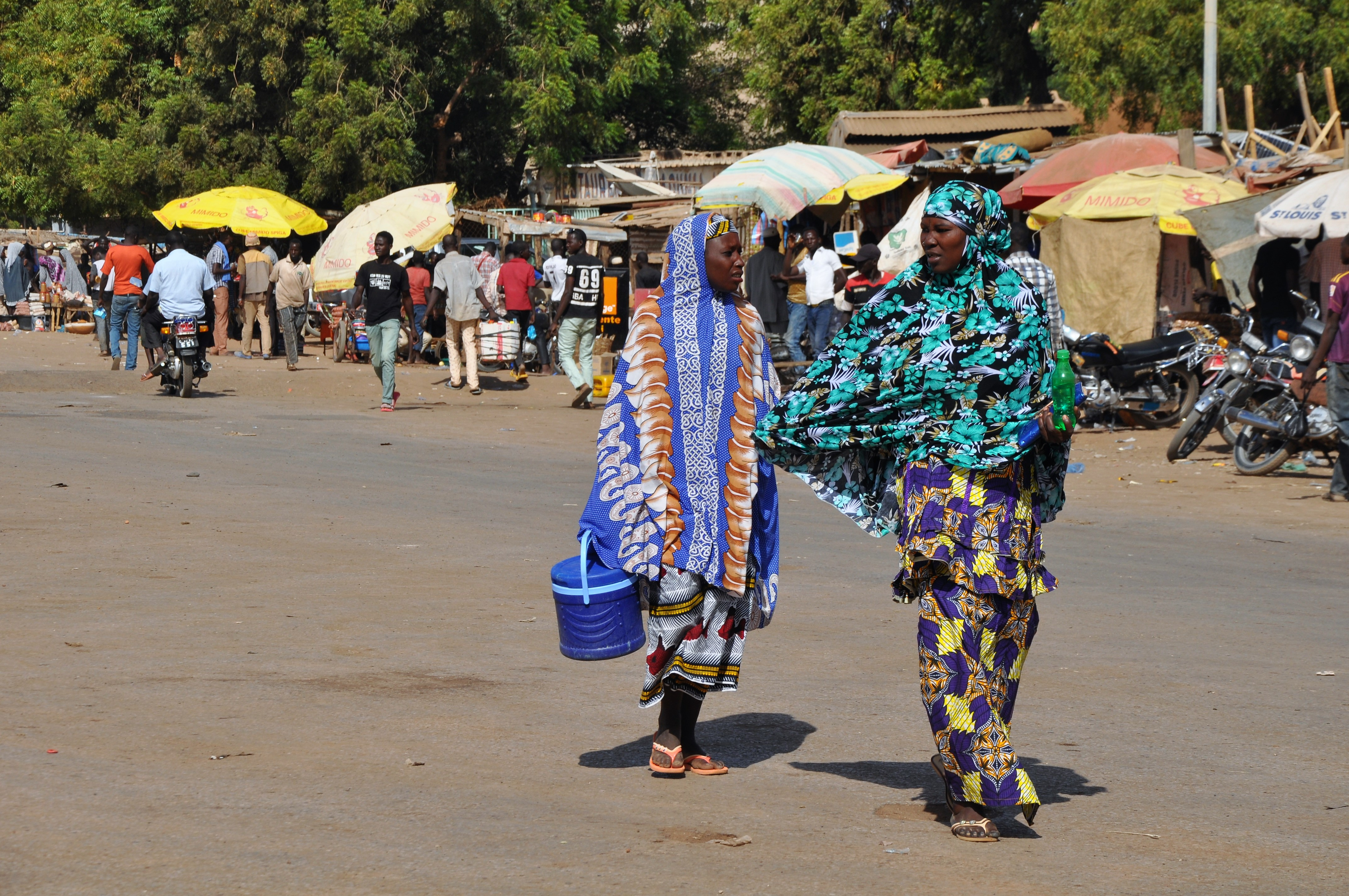
Straßenszene in Dogondoutchi (2018)

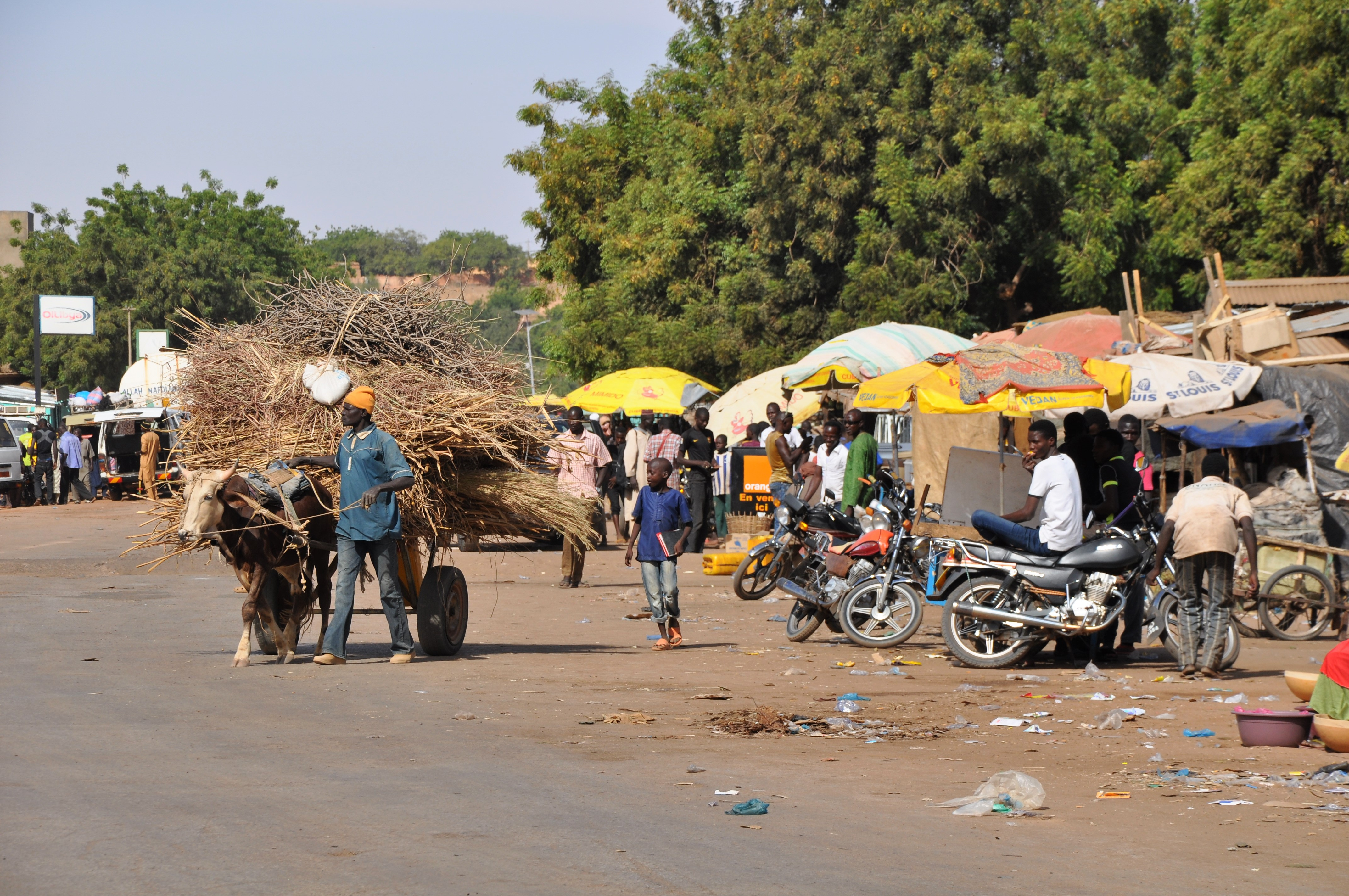
Straßenszene in Dogondoutchi (2018)

Bei der Volkszählung 2012 hatte die Stadtgemeinde 71.692 Einwohner, die in 10.103 Haushalten lebten. Bei der Volkszählung 2001 betrug die Einwohnerzahl 57.521 in 7577 Haushalten.
Das urbane Gemeindegebiet hatte bei der Volkszählung 2012 36.971 Einwohner in 5672 Haushalten, bei der Volkszählung 2001 29.244 in 4121 Haushalten und bei der Volkszählung 1988 20.446 in 2824 Haushalten. Bei der Volkszählung 1977 waren es 14.629 Einwohner.
Die Konnawa bilden gemeinsam mit den Arawa die Mehrheitsbevölkerung. In der Stadt leben außerdem kleine Gruppen von Zarma, Tuareg und Fulbe.

## Politik und Justiz
Der Gemeinderat (conseil municipal) hat 19 gewählte Mitglieder. Mit den Kommunalwahlen 2020 sind die Sitze im Gemeinderat wie folgt verteilt: 9 MPN-Kiishin Kassa, 8 PNDS-Tarayya und 2 MPR-Jamhuriya.
Jeweils ein traditioneller Ortsvorsteher (chef traditionnel) steht an der Spitze von 16 Dörfern im ländlichen Gemeindegebiet.
Die Stadt ist der Sitz eines Tribunal d’Instance, eines der landesweit 30 Zivilgerichte, die unterhalb der zehn Zivilgerichte der ersten Instanz (Tribunal de Grande Instance) stehen. Die Haftanstalt Dogondoutchi hat eine Aufnahmekapazität von 150 Insassen.

## Kultur und Sehenswürdigkeiten
Die Große Moschee und die chefferie liegen einander im alten Stadtzentrum gegenüber. Auf einem Stuhl vor der chefferie hält der Sarkin der Arewa Hof. Hier werden Angelegenheiten der Gemeinde besprochen und Entscheidungen getroffen.
Auch wenn Dogondoutchi mehrheitlich islamisch geprägt ist, bilden die Stadt und nahegelegene Dörfer wie Lougou Zentren der traditionell-afrikanischen Religion der Azna. Typisch für die Azna von Dogondoutchi ist der Bori-Kult. In der Stadt befindet sich auch eine römisch-katholische Pfarrgemeinde, die 1947 von Redemptoristen gegründet wurde und zum Erzbistum Niamey gehört. Dogondoutchi ist der Sitz der Association d’action contre le SIDA (ASASI). Die Nichtregierungsorganisation widmet sich der Aufklärung über AIDS und organisiert kulturelle Veranstaltungen in der Stadt.
Der Held des von Jean Sermaye geschriebenen Erfolgsromans Barga, maître de la brousse (1937) und dessen Fortsetzung Barga l’invincible (1941) stammt aus Dogondoutchi.

## Wirtschaft und Infrastruktur

### Wirtschaft
Es gibt einen kleinen täglichen Markt in der Mitte des alten Stadtzentrums und einen großen Markt an der Straße nach Niamey, an dem jeden Freitag Markttag ist. Ein weiterer größerer Märkte wird im Dorf Aholé abgehalten. Das staatliche Versorgungszentrum für landwirtschaftliche Betriebsmittel und Materialien (CAIMA) unterhält eine Verkaufsstelle in der Stadt.

### Gesundheit und Bildung
Im Stadtzentrum gibt es ein Distriktkrankenhaus. Gesundheitszentren des Typs Centre de Santé Intégré (CSI) mit jeweils eigenem Labor und Entbindungsstation sind der CSI Doutchi Nord und der CSI Doutchi Sud. Ein weiteres Gesundheitszentrum dieses Typs, jedoch ohne eigenes Labor und Entbindungsstation, ist in der ländlichen Siedlung Rigia Samna vorhanden.
Die Lehrerbildungsanstalt Ecole Normale d’Instituteurs de Doutchi wurde 2014 gegründet. Das Berufsausbildungszentrum Centre de Formation aux Métiers de Doutchi (CFM Doutchi) bietet Lehrgänge in Metallbau, Bauelektrik, familiärer Wirtschaft und Landwirtschaftsmechanik an. An der berufsbildenden Mittelschule Lycée Technologique werden Handel, Bau und Bauingenieurswesen unterrichtet. Beim Collège d’Enseignement Technique de Doutchi (CET Doutchi) handelt es sich um eine technische Fachschule. Allgemein bildende Schulen der Sekundarstufe sind der CEG 1 Doutchi, der CEG 2 Doutchi, der CEG FA Doutchi und das Lycée Dogondoutchi sowie der CEG Rigia Samna im Dorf Rigia Smana und der CEG Togone im Dorf Togone. Das Kürzel CEG steht dabei für Collège d’Enseignement Général. Als CEG FA wird ein Collège d’Enseignement Général des Typs Franco-Arabe bezeichnet, das einen Schwerpunkt auf die arabische zusätzlich zur französischen Sprache aufweist.

### Verkehr
Durch die Gemeinde verläuft die Nationalstraße 1 zwischen Mali und Tschad, die längste Fernstraße Nigers. Im Stadtzentrum zweigen die Nationalstraße 36 nach Tébaram von der Nationalstraße 1 und die zur Nationalstraße 25 führende Nationalstraße 23 von der Nationalstraße 36 ab. Ebenfalls an der Nationalstraße 1 beginnen die Landstraße RR3-008 nach Kurdula und die Route 336 nach Bachaka. Kurdula und Bachaka sind in Nigeria gelegene Grenzorte. Die Stadt wird von allen vier großen Busunternehmen des Landes angefahren. In Dogondoutchi befindet sich ein ziviler Flughafen mit unbefestigter Start- und Landebahn, der Flughafen Dogondoutchi (ICAO-Code: DRRD).

## Partnergemeinde
- Orsay in Frankreich[34]

## Persönlichkeiten
- Aïssa Diori (1928–1974), Frauenrechtlerin und Ehefrau des Staatspräsidenten Hamani Diori
- Yazi Dogo (* 1942), Schauspieler, Dramatiker und Theaterleiter
- Foumakoye Gado (* 1950), Politiker
- Amadou Gaoh (1925–2015), Politiker, Kantonschef von Dogondoutchi
- Marcel Inné (1934–2001), Lehrer und Politiker
- N’Gadé Nana Hadiza Noma Kaka (* 1956), Politikerin und Diplomatin, Gemeinderätin in Dogondoutchi
- Noma Kaka (1920–1993), Politiker
- Ismaël Lô (* 1956), Musiker
- Yahaya Tounkara (* 1939), Politiker